# Поріг реакції
 Поріг реакції  — мінімальна кінетична енергія, яку повинна мати елементарна частинка в лабораторній системі відліку, щоб зробити можливим протікання цієї ядерної реакції. Формула для розрахунку:
{\displaystyle T_{}={\frac {(m_{b}+m_{B}-m_{a}-m_{A})(m_{b}+m_{B}+m_{a}+m_{A})c^{2}}{2m_{A}}}}
або аналогічно
{\displaystyle T_{}=\left|Q\right|(1+{\frac {m_{a}}{m_{A}}}+{\frac {\left|Q\right|}{2m_{A}c^{2}}})},
якщо {\displaystyle Q<<2m_{A}c^{2}}, то цю формулу можна записати коротше:
{\displaystyle T_{}\cong \left|Q\right|(1+{\frac {m_{a}}{m_{A}}})},
де {\displaystyle Q} — енергія цієї реакції, {\displaystyle m_{a},m_{A},m_{b},m_{B}} — маси початкових та кінцевих частинок відповідно. Формули також можна застосувати до будь-яких кількостей частинок у реакції.